# Thomas Bröker
Pour l’article homonyme, voir Bröker.
Thomas Bröker, né le 22 janvier 1985, est un footballeur allemand qui joue comme buteur au FC Cologne.

## Palmarès
- 1.FC Cologne
  - Champion de 2.Bundesliga en 2005.